# 万得城电器

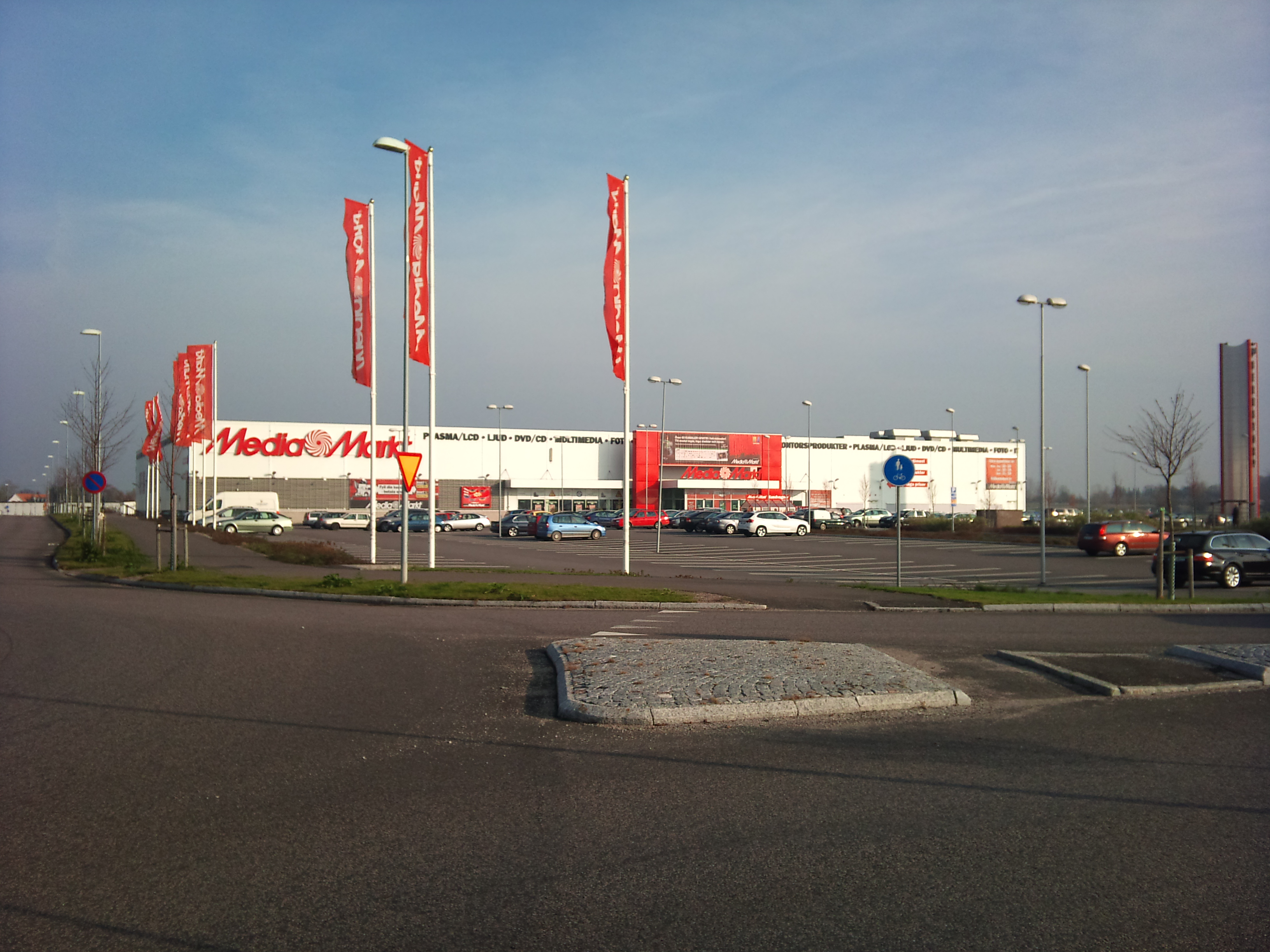
一家位于马尔默的万得城电器门店。

万得城电器（德語：Media Markt）是一家德国的电器零售商。其营业范围遍布整个欧洲和部分亚洲国家。万得城电器是继美国零售商百思买后世界上最大的也是欧洲最大的电器零售商。